# Kurpania
Kurpania é uma vila no distrito de Bokaro, no estado indiano de Jharkhand.

## Demografia
Segundo o censo de 2001, Kurpania tinha uma população de 7440 habitantes. Os indivíduos do sexo masculino constituem 54% da população e os do sexo feminino 46%. Kurpania tem uma taxa de literacia de 67%, superior à média nacional de 59,5%: a literacia no sexo masculino é de 75% e no sexo feminino é de 59%. Em Kurpania, 14% da população está abaixo dos 6 anos de idade.